# Unterhasel (Uhlstädt-Kirchhasel)
Unterhasel ist ein Ortsteil der Gemeinde Uhlstädt-Kirchhasel im Landkreis Saalfeld-Rudolstadt in Thüringen.

## Geschichte
Am 28. April 1417 wurde Unterhasel erstmals urkundlich erwähnt. Schon am 25. Oktober 775 war nach Kahl die urkundliche Ersterwähnung von Hasel, was sich auf Kirch-, Ober- oder Unterhasel beziehen könnte. Anzunehmen ist, dass Kirchhasel als Sitz der Pfarrstelle die älteste Siedlung ist und Ober- sowie Unterhasel später als Ausbausiedlungen entstanden. Unterhasel ist eines der ältesten Bauern- und Fischerdörfer an der Saale. Es liegt 185 m NN und somit etwa 5 m über dem kritischen Pegel eines möglichen Saalehochwassers. Bis 1918 gehörte der Ort wie Kirchhasel zur Oberherrschaft des Fürstentums Schwarzburg-Rudolstadt.

## Lage
Zur Zeit der Gründung des Weilers herrschten in der Saaleniederung und im Umland noch natürliche Bedingungen und eine Ansiedlung von Fischern und Bauern war meist problemlos. 1718 wohnten in 23 Häusern 155 Menschen. Dann kam der Einfluss der Industrialisierung: Die Saal-Eisenbahn-Gesellschaft erschloss das Saaletal und für die Verkehrswege wurden Baumaterial (Kies) und Land benötigt. Wald und Aueländereien machte man urbar. Die Saale bekam einen anderen Verlauf und am 26. März 1857 siedelten die meisten Bewohner nach Kirchhasel um. 2011 stehen noch 3 Gehöfte und 6 Bewohner sind noch vor Ort. Sie wohnen nun mitten im Zentrum der Wirtschaft um Rudolstadt an der neu eröffneten Ablegestelle für die touristische Saaleflößerei: Von hier aus starten die Flöße nach Weißen und Uhlstädt.